# インランデ県
インランデ（Innlandet）はノルウェー王国南東部に位置する県（no; fylke / en; county）で、オップラン県およびヘドマルク県の一部が合併して2020年1月1日に創設された。（それまでへドマルク県内の基礎自治体であったイェヴノケおよびルンネルは日を同じくしてインランデに隣接するヴィーケン県の一部となった）。当県の面積は5万2113平方キロメートルにも及び、国内ではヴェステフォル・テレマルク県に次いで二番目に大きな県となっている。
ノルウェー語における "Innlandet" の発音をカタカナで表そうとするならば「インランナ」もしくは「インラナ」が忠実な表記であるが、2021年 8 月31日付け「駐日ノルウェー大使館」による記事において当県には「インランデ」の表記が当てられていることから、地名表記の統一性を最重要視しこの記事においては当表記を採用することとした。

## 概要
当県の名称は「内陸の地」と直訳され、それは国内11の県のうちで唯一海岸線を持たない内陸県であることを受けてである。インランデはノルウェー本土のおよそ17%にも及ぶ面積を占めており、隣接する県は南にヴィーケン県、北にトロンデラーグ県、北西にはモーレ・ロムスダール県、そして西にはヴェストラン県といったところである（「ノルウェーの県」記事内の地図参照）。また、東側はスウェーデン王国のヴェルムランド県およびダーラナ県と接している。
県内北西部の地であるロンダナ、ドーヴリャヒェル、そしてヨトゥンヘイムにはいずれも山がちな地勢が広がっており、高度2,469mを誇り国内最高峰の山であるガルフピッゲンはヨトゥンヘイムに位置している。東部および南部地域は森林や農地で構成されており、国内最大の湖であるミョーサ湖が県内南端に位置しているほか、インランデ県には国内最長の河川であるグロンマ川が流れるなど、国内有数規模の自然豊かな地勢が広がる。
また農業においては国内生産の約20%を、木材生産に関しては約40%を担うなど、農・林業が県の二大重要産業となっている。
1994年の冬季オリンピックはインランデ県内二番目の都市リレハンメルで開催された。
県全体がハーマル教区（Hamar Bispedømme）に属している。

## 政治
県（fylke）はノルウェーにおける第一級の地方行政区画である。11の異なる地域に分けられた各県は選挙区の役割も果たしており、４年ごとに一般投票が行われる。インランデ県の政治はインランデ県自治体によって執り行われており、57名の選出された人員によって県議会が構成されている。2020年より当県自治体は県知事（fylkesordfører）イヴァン・アレキサンデル・ハーゲンのもとに活動している。インランデ県には県知事の他に県長（statsforvalteren）も存在しており、国の政治代議士およびノルウェー国王の代理人としての役割を務めている。インランデ県長局はリレハンメルに置かれており、現在の県長はクヌート・ストルベルゲットである。

## 県内の基礎自治体
インランデ県には計46の基礎自治体（no; kommune / en; municipality）が置かれており、当県内の基礎自治体は比較的小規模である。2020年１月１日現在で県内最大の都市は2万8434人の人口を抱えるハーマルで、その他に人口１万人を超える都市はリレハンメル、ヨーヴィック、エルヴェルム、コングスヴィニイェル、ブルムンダの５つのみである。また、人口は１万人に満たないものの、レオフォス、モエルヴ、ヴィンストラ、ファーガネおよびオータの５地域は都市として分類される。

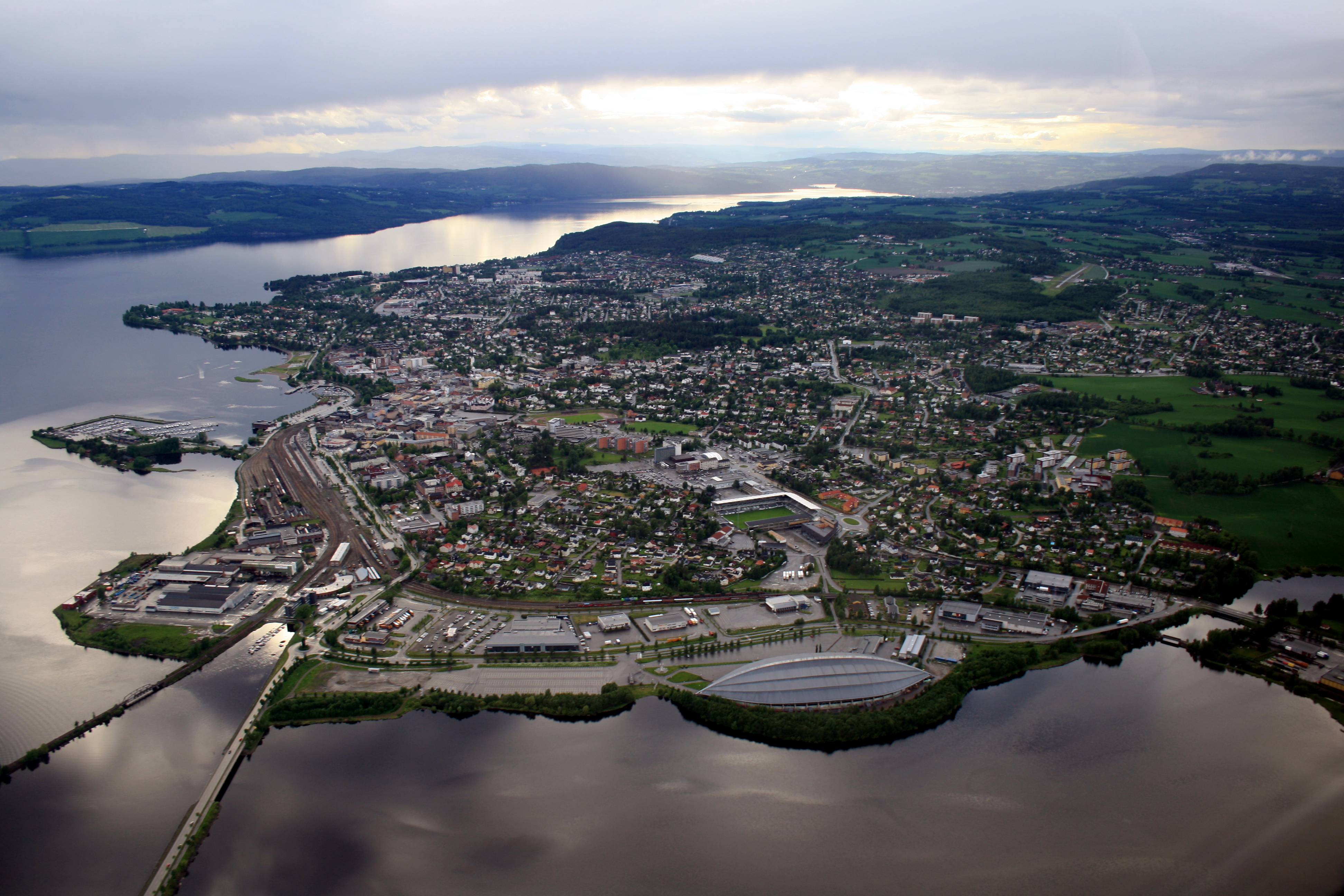
県内最大の都市ハーマル

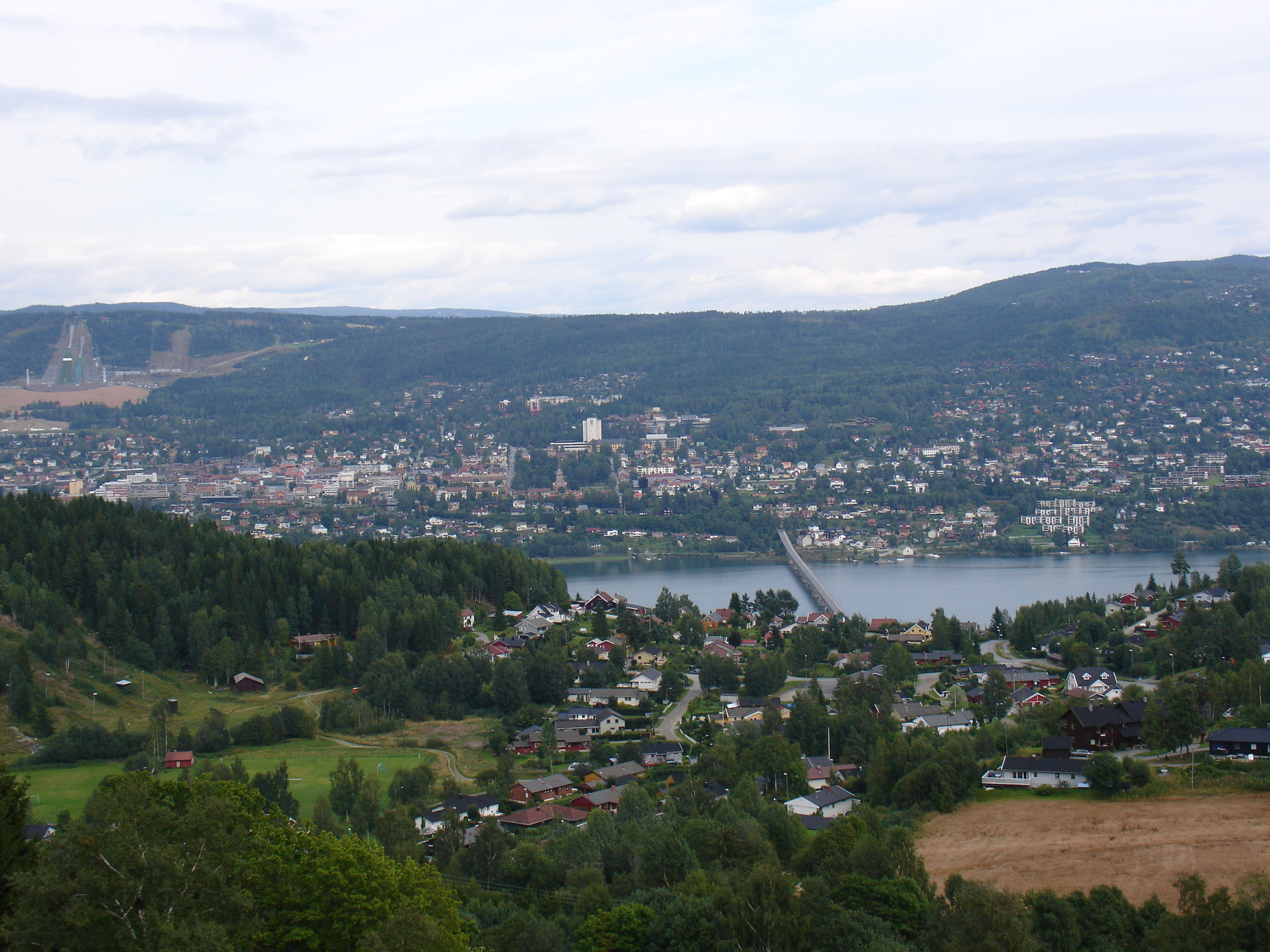
県内二番目の都市リレハンメル

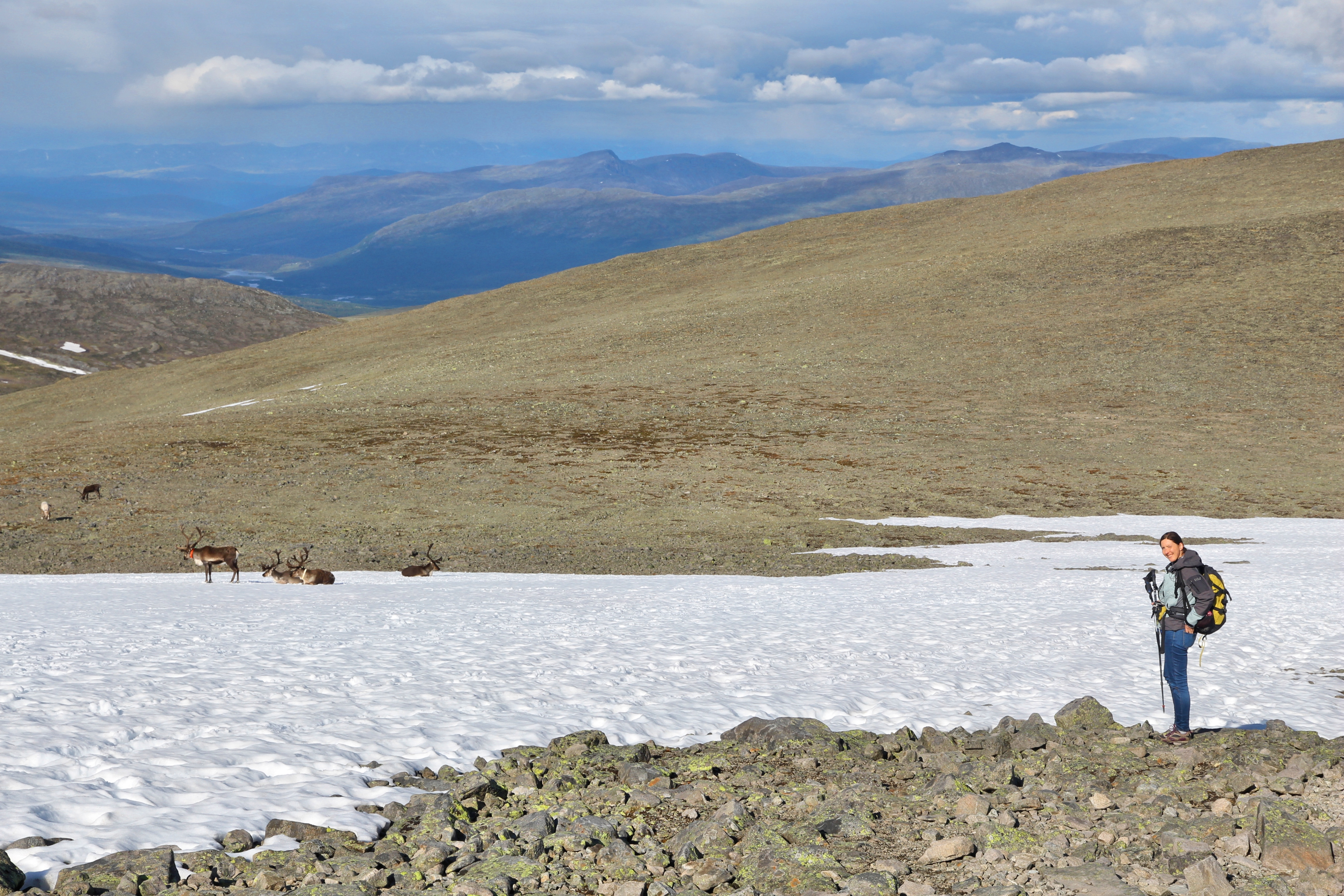
ヨトゥンヘイム国立公園内でトナカイを観察する観光

| 通番 | 基礎自治体番号 | 名称          | 創設             | 以前の基礎自治体番号および名称 | 以前の属県   |
| ---- | -------------- | ------------- | ---------------- | ------------------------------ | ------------ |
| 1    | 3428           | Alvdal        | 2020年 1 月 1 日 | 0438 Alvdal                    | ヘドマルク県 |
| 2    | 3431           | Dovre         | 2020年 1 月 1 日 | 0511 Dovre                     | オップラン県 |
| 3    | 3416           | Eidskog       | 2020年 1 月 1 日 | 0420 Eidskog                   | ヘドマルク県 |
| 4    | 3420           | Elverum       | 2020年 1 月 1 日 | 0427 Elverum                   | ヘドマルク県 |
| 5    | 3425           | Engerdal      | 2020年 1 月 1 日 | 0434 Engerdal                  | ヘドマルク県 |
| 6    | 3450           | Etnedal       | 2020年 1 月 1 日 | 0541 Etnedal                   | オップラン県 |
| 7    | 3429           | Folldal       | 2020年 1 月 1 日 | 0439 Folldal                   | ヘドマルク県 |
| 8    | 3441           | Gausdal       | 2020年 1 月 1 日 | 0522 Gausdal                   | オップラン県 |
| 9    | 3407           | Gjøvik        | 2020年 1 月 1 日 | 0502 Gjøvik                    | オップラン県 |
| 10   | 3446           | Gran          | 2020年 1 月 1 日 | 0534 Gran                      | オップラン県 |
| 11   | 3417           | Grue          | 2020年 1 月 1 日 | 0423 Grue                      | ヘドマルク県 |
| 12   | 3403           | ハーマル      | 2020年 1 月 1 日 | 0403 ハーマル                  | ヘドマルク県 |
| 13   | 3401           | Kongsvinger   | 2020年 1 月 1 日 | 0402 Kongsvinger               | ヘドマルク県 |
| 14   | 3432           | Lesja         | 2020年 1 月 1 日 | 0512 Lesja                     | オップラン県 |
| 15   | 3405           | リレハンメル  | 2020年 1 月 1 日 | 0501 リレハンメル              | オップラン県 |
| 16   | 3434           | Lom           | 2020年 1 月 1 日 | 0514 Lom                       | オップラン県 |
| 17   | 3412           | Løten         | 2020年 1 月 1 日 | 0415 Løten                     | ヘドマルク県 |
| 18   | 3451           | Nord-Aurdal   | 2020年 1 月 1 日 | 0542 Nord-Aurdal               | オップラン県 |
| 19   | 3436           | Nord-Fron     | 2020年 1 月 1 日 | 0516 Nord-Fron                 | オップラン県 |
| 20   | 3414           | Nord-Odal     | 2020年 1 月 1 日 | 0418 Nord-Odal                 | ヘドマルク県 |
| 21   | 3448           | Nordre Land   | 2020年 1 月 1 日 | 0538 Nordre Land               | オップラン県 |
| 22   | 3430           | Os            | 2020年 1 月 1 日 | 0441 Os                        | ヘドマルク県 |
| 23   | 3424           | Rendalen      | 2020年 1 月 1 日 | 0432 Rendalen                  | ヘドマルク県 |
| 24   | 3439           | Ringebu       | 2020年 1 月 1 日 | 0520 Ringebu                   | オップラン県 |
| 25   | 3411           | Ringsaker     | 2020年 1 月 1 日 | 0412 Ringsaker                 | ヘドマルク県 |
| 26   | 3437           | Sel           | 2020年 1 月 1 日 | 0517 Sel                       | オップラン県 |
| 27   | 3433           | Skjåk         | 2020年 1 月 1 日 | 0513 Skjåk                     | オップラン県 |
| 28   | 3413           | Stange        | 2020年 1 月 1 日 | 0417 Stange                    | ヘドマルク県 |
| 29   | 3423           | Stor-Elvdal   | 2020年 1 月 1 日 | 0430 Stor-Elvdal               | ヘドマルク県 |
| 30   | 3447           | Søndre Land   | 2020年 1 月 1 日 | 0536 Søndre Land               | オップラン県 |
| 31   | 3449           | Sør-Aurdal    | 2020年 1 月 1 日 | 0540 Sør-Aurdal                | オップラン県 |
| 32   | 3438           | Sør-Fron      | 2020年 1 月 1 日 | 0519 Sør-Fron                  | オップラン県 |
| 33   | 3415           | Sør-Odal      | 2020年 1 月 1 日 | 0419 Sør-Odal                  | ヘドマルク県 |
| 34   | 3426           | Tolga         | 2020年 1 月 1 日 | 0436 Tolga                     | ヘドマルク県 |
| 35   | 3421           | Trysil        | 2020年 1 月 1 日 | 0428 Trysil                    | ヘドマルク県 |
| 36   | 3427           | Tynset        | 2020年 1 月 1 日 | 0437 Tynset                    | ヘドマルク県 |
| 37   | 3454           | Vang          | 2020年 1 月 1 日 | 0545 Vang                      | オップラン県 |
| 38   | 3452           | Vestre Slidre | 2020年 1 月 1 日 | 0543 Vestre Slidre             | オップラン県 |
| 39   | 3443           | Vestre Toten  | 2020年 1 月 1 日 | 0529 Vestre Toten              | オップラン県 |
| 40   | 3435           | Vågå          | 2020年 1 月 1 日 | 0515 Vågå                      | オップラン県 |
| 41   | 3419           | Våler         | 2020年 1 月 1 日 | 0426 Våler                     | ヘドマルク県 |
| 42   | 3442           | Østre Toten   | 2020年 1 月 1 日 | 0528 Østre Toten               | オップラン県 |
| 43   | 3440           | Øyer          | 2020年 1 月 1 日 | 0521 Øyer                      | オップラン県 |
| 44   | 3453           | Øystre Slidre | 2020年 1 月 1 日 | 0544 Øystre Slidre             | オップラン県 |
| 45   | 3422           | Åmot          | 2020年 1 月 1 日 | 0429 Åmot                      | ヘドマルク県 |
| 46   | 3418           | Åsnes         | 2020年 1 月 1 日 | 0425 Åsnes                     | ヘドマルク県 |